# Marcin Łoboda
Marcin Łoboda (ur. 2 kwietnia 1973 w Pile) – polski ekonomista, prawnik i urzędnik administracji podatkowej, od 18 grudnia 2023 sekretarz stanu w Ministerstwie Finansów oraz szef Krajowej Administracji Skarbowej.

## Życiorys
Ukończył finanse publiczne na Wydziale Zarządzania Uniwersytetu Gdańskiego oraz prawo na Uniwersytecie Mikołaja Kopernika w Toruniu. Jest także absolwentem studiów podyplomowych w zakresie prawa podatkowego Unii Europejskiej. Był oddelegowany do pracy w Ministerstwie Finansów jako pracownik Izby Skarbowej w Bydgoszczy, odpowiadał za orzecznictwo podatkowe i nadzór nad urzędami skarbowymi. W 2008 r. został mianowany dyrektorem Izby Skarbowej w Bydgoszczy, w grudniu 2015 r. odwołano go z tego stanowiska. Następnie pracował w Kujawsko-Pomorskim Urzędzie Celno-Skarbowym, Izbie Administracji Skarbowej w Bydgoszczy oraz Centrum Kompetencyjnym ds. raportowania schematów podatkowych MDR przy Izbie Administracji Skarbowej w Olsztynie. Został członkiem Państwowej Komisji Egzaminacyjnej ds. Doradztwa Podatkowego V kadencji oraz Komisji Kodyfikacyjnej Ogólnego Prawa Podatkowego.
18 grudnia 2023 został powołany na stanowisko sekretarza stanu w Ministerstwie Finansów i szefa Krajowej Administracji Skarbowej, zastępując Bartosza Zbaraszczuka.

## Życie prywatne
Jest żonaty i ma trójkę dzieci.

## Odznaczenia
- Srebrna Odznaka Honorowa za Zasługi dla Skarbowości RP (2015)[10]